# 932 Hooveria
932 Hooveria, asteroid glavnog pojasa. Otkrio ga je Johann Palisa, 23. ožujka 1920.

## Vanjske poveznice
- Minor Planet Center